# ゲレールテンシューレ
ゲレールテンシューレ（学者学校、古典語学校、ドイツ語: Gelehrtenschule）はドイツの学校の一種である。
主に、ルターの宗教改革後に各地に登場したもので、大学へ行く前に高等教育を受けるために必要な準備教育を行うため、各地に設立された。現代の教育制度のもとでは中等教育機関に相当する。

## 歴史
ドイツの「大学」には、ハイデルベルク大学（1386年設立）やライプツィヒ大学（1409年設立）など、中世に遡るものがある。これらの大学では、伝統的に、最上位に位置づけられる学問としての神学や哲学などが教授され、受け継がれてきた。これらの大学では、学生が神学や哲学を修めるための下地として、ヘブライ語、（古代）ギリシャ語、ラテン語や数学などの基礎的な素養を習得するための期間を設けており、それが大学在学期間の長期化をもたらし、定員の制約によって大学に入ることを難しくしていた。
ルター(1483-1546)が16世紀ドイツで宗教改革を行い、プロテスタントが出現して従来のカトリックと決別した。そうなると、プロテスタント派は、プロテスタントを率いていく指導者と、次世代の指導者を養成するための場を必要とするようになった。神聖ローマ皇帝の影響下にある旧来の大学の神学から離れて、各地の領邦の自主性によってプロテスタントの教義を伝え広め教えていくため、プロテスタントの地方では学校改革が急務となった。こうした動きはハンザ同盟の諸都市で始まり、プロテスタント君主の領地へ伝播し、「空前絶後」の学校設立ブームが起きた。
各地でそのための学校が拓かれる一方で、ラテン語やギリシャ語習得のための基礎的学問に費やす期間を大学から切り離し、それを専門に担う新しいタイプの学校が作られることになった。これがゲレールテンシューレである。
これらの諸学校は全体として統制されていたわけではないので、実際に学校で教えられる内容は、教授の個人的才覚に拠って変化した。当初は古典語の教育が学校の主たる目的だった。しかし徐々にではあるが、ラテン語への偏重に対して異論が出るようになり、数学や物理学といった新しい学問がより重視されるようになっていった。

### さまざまな呼称
この新しいタイプの学校は、規模も名称もさまざまであった。
領邦君主たちが創立したものは、「王侯学校（フュルシュテンシューレ、ドイツ語: Fürstenschule）」や「領邦学校（領邦立学校、ランデスシューレ、ドイツ語: Landesschule）」などと称した。
また、大学で専門的な学問を修めて学者になるという観点から、「学者学校」を意味する「ゲレールテンシューレ」（ドイツ語: Gelehrtenschule）、あるいはラテン語で「ペダゴギウム」（ラテン語: Pedagogium）を名乗るところもあった。
また、これらのフュルシュテンシューレ、ランデスシューレ、ペダゴギウム、ギムナジウムなどの総称として「ゲレールテンシューレ」と呼ぶ場合もある。いずれにせよ学校の目的は、大学教育の準備教育である。そのため、大学（高等教育機関）の前の中等教育機関として「ギムナジウム」と同一視される場合もある。
ゲレールテンシューレは卒業後に大学へ進むことを目的とした「学者学校」だったのに対して、卒業後に社会へ出るために役に立つ実践的な学問を教える学校を「レアルシューレ（実科学校）、ドイツ語: Realschule」と言った。このほか、文法、修辞学、弁証法の三学を授ける「三学学校」（ドイツ語: Trivialschule）、上流階級の子弟を対象に古典学問のほか外交や軍事のための行政学や地理学、近代語学、自然科学、馬術や剣術などの武芸、舞踏などの上品な振る舞いなどを授ける「騎士学校」（リッターアカデミー、ドイツ語: Ritterakademie）などがある。

### 日本語訳
「ゲレールテンシューレ」の日本語訳としては、「学者学校」などがある。学者を育てる準備教育機関としてはギムナジウムも同様であるため、ギムナジウムにも「学者学校」の訳語が当てられる場合もある。
神学のためのヘブライ語はともかく、ギリシャ語とラテン語は神学以外でもあらゆる学問を学ぶためには必須だった。そのためこれらの言語を総称して「古典語」といい、ゲレールテンシューレの訳語として「古典語学校」が当てられる場合もある。外国語を教えるという観点で、英語圏ではグラマースクール（Grammar school）と訳される場合もある。
また、聖職者のための下地となる基礎的素養を学ぶという観点から「教養学校」の訳語が与えられる場合もある。（教養学部も参照。）
時代が下って、ドイツの学校制度が整理・体系化されていき、また学問がドイツ語やフランス語・英語などで教授される時代になると、ゲレールテンシューレは必ずしも「古典語」を教えるわけではなくなっていった。それらの学校のなかには、中等教育機関としてより一般的な「ギムナジウム」に改称するようなところもある。こうした場合など、より普遍的な「学院」が訳語として用いられる場合もある。
今でもラテン語やギリシャ語を教える「ゲレールテンシューレ」もある。1529年創立でハンブルク最古のヨハネウム学院 は、ドイツ語での正式名称は今でも「Gelehrtenschule des Johanneums」となっている。

### 例
- 主なゲレールテンシューレ[注 5]
  - マールブルク（マールブルク大学に併設されたもの）
  - ヨハネウム学院(Gelehrtenschule des Johanneums) - 1529年創立のハンブルクの学校。
  - ノイシュタット学院（ドイツ語: Neustädtische Gelehrtenschule） - ブランデンブルクにある学校。
  - キール学院（ドイツ語: Kieler Gelehrtenschule） - キールにある学校。
  - ラウエンブルク学院（ドイツ語: Lauenburgische Gelehrtenschule） - ラッツェンブルク（ドイツ語版）にある学校。
  - メルドルフ学院（ドイツ語: Meldorfer Gelehrtenschule） - メルドルフ（ドイツ語版）にある学校。